# Geckos de Sacramento
Les Geckos de Sacramento (en anglais : Sacramento Geckos) sont un ancien club américain de soccer, basé à Albuquerque au Nouveau-Mexique puis à Sacramento, au Texas, et fondé en 1997. Après une saison en troisième division où le succès est à la clé, la franchise est intégrée au sein de la A-League, mais des difficultés financières interviennent, ce qui force les dirigeants à déménager l'équipe à Sacramento, avant que celle-ci ne cesse ses activités en 1999.

## Histoire
Les Geckos d'Albuquerque héritent d'une longue histoire liée au soccer au Nouveau-Mexique, notamment après la décennie marquée par le semi-professionnalisme et le professionnalisme des Chiles du Nouveau-Mexique de 1986 à 1996. Avec cette riche histoire, le propriétaire des Geckos, Al Valentine, fait le pari de relancer le soccer à Albuquerque en intégrant sa franchise à la USISL D-3 Pro League, la troisième division nord-américaine, en 1997. Pour sa première saison, Albuquerque obtient un bilan de quinze victoires pour trois défaites, remportant à la fois le titre dans sa division et le titre national.
Après ce succès, les Geckos décident de rejoindre la seconde division avec la A-League pour la saison 1998. Mais malheureusement, les résultats sont très différents et l'équipe, en plus de terminer au bas du classement dans sa division, connaît des difficultés financières ce qui contraint la vente de la franchise à un nouveau groupe d'investisseurs venus de Sacramento, en Californie qui baptise le club les Geckos de Sacramento. Mais croulant toujours sous les dettes malgré le déménagement, les United Soccer Leagues s'approprient le club, le renommant l'Équipe de Sacramento (Team Sacramento), afin de rétablir l'équipe qui lutte également sur le plan sportif. Durant la saison 1999, les Geckos établissent un nouveau record pour la ligue en enregistrant une fiche de 28 défaites en autant de rencontres, inscrivant seulement un point au classement en raison d'une défaite à l'issue des tirs au but et non du temps réglementaire et inscrivant 16 buts contre 91 encaissés. Par conséquent, à l'issue de la saison 1999, les Geckos cessent leurs activités.

### Historique du logo

Logo des Geckos d'Albuquerque en 1997 et 1998
Logo des Geckos de Sacramento en 1999

### Palmarès
| Compétitions nationales                                                                                                   |
| - En USISL D-3 Pro League : - Champion de la USISL D-3 Pro League en 1997 - Champion de la South Central Division en 1997 |

## Saisons
| Année | Ligue                | Niv. | Saison régulière   | Séries       | Affluence | US Open Cup  |
| ----- | -------------------- | ---- | ------------------ | ------------ | --------- | ------------ |
| 1997  | USISL D-3 Pro League | 3    | 1er, South Central | Champion     | 1 010     | Premier tour |
| 1998  | A-League             | 2    | 7e, Central        | Non qualifié | 1 237     | Non qualifié |
| 1999  | A-League             | 2    | 7e, Pacific        | Non qualifié | 318       | Non qualifié |

## Personnel

### Joueurs notables
| - Jason Batty - Adam Frye - Caleb Porter |

## Stades
- Stade de l'Université du Nouveau-Mexique à Albuquerque (1997-1998)